# 1962 chez Disney
Cet article présente la liste des évènements de la Walt Disney Productions ayant eu lieu en 1962.

## Résumé

### Autres médias
En 1962, la Western Publishing et Dell Comics associées depuis 1938 dans l'édition de comics rompent leur accord pour des raisons financières. Or, c'est Western Publishing qui a négocié et conserve les licences dont les titres de Walt Disney Comics ou Warner Bros. Elle profite de cet avantage pour publier elle-même les comics mettant en scène ces personnages. Pour cela elle fonde en mai 1962 la maison d'édition Gold Key Comics avec un début des parutions en juin.
Publications Gold Key Comics
- Walt Disney's Comics and Stories
- Donald Duck
- Mickey Mouse
- Uncle Scrooge

### Futures filiales
En octobre 1962, American Broadcasting Company achète le parc Silver Springs Nature Theme Park et l'agrandit de 3 900 acres (1 578 ha),, un parc zoologique. Elle revendra le parc en 1984,.

## Événements

### Avril
- 5 avril 1962 : Sortie du film Un pilote dans la Lune aux États-Unis[7]
- 6 avril 1962 : Sortie nationale française de La Fiancée de papa[8]

### Mai
- 2 mai 1962, Western Publishing fonde la maison d'édition Gold Key Comics pour publier ces propres comics dont les titres de Walt Disney Comics avec un début des parutions en juin[3].

### Juin
- 6 juin 1962 : Sortie du film Compagnon d'aventure aux États-Unis[9]

### Septembre
- 15 septembre 1962, Décès de Harold Steck, ingénieur du son[10]
- 23 septembre 1962, Le réseau American Broadcasting Company passe à la couleur avec la diffusion de la série Les Jetson[11]
- 26 septembre 1962, Sortie du film Presque des anges[12]

### Octobre
- octobre 1962, American Broadcasting Company achète le parc zoologique Silver Springs Nature Theme Park et l'agrandit de 3 900 acres (1 578 ha)[4],[5].

### Novembre
- 9 novembre 1962, Sortie du film La Légende de Lobo[13],[14]
- 18 novembre 1962, Ouverture de l'attraction Swiss Family Treehouse à Disneyland[15]

### Décembre
- 19 décembre 1962, Sortie nationale du film Les Enfants du capitaine Grant